# Шпиталь (телесеріал)
Шпиталь – український мелодраматичний телесеріал. Прем'єра відбулася 11 грудня 2023 року на каналі 1+1 Україна. Це історія про лікарів без кордонів, які обʼєднаються в Україні, щоб рятувати життя. 

## Сюжет
За сюжетом, у мальовничому містечку на кордоні з Польщею під час повномасштабного вторгнення росії в Україну, розгорнув роботу польовий шпиталь. Тут працюють разом українські лікарі, добровольці та висококваліфіковані спеціалісти з різних країн, таких як Ізраїль, Польща та Америка. Вони відмовилися від свого спокійного життя, щоб допомагати і рятувати життя тих, хто постраждав від військових дій. Кожен день у шпиталі — це складні кейси та надія на краще. Пацієнтами є як воїни, які героїчно боронять Україну, так і цивільні. Кожен з них має власну історію, нерідко засновану на реальних подіях. Поміж глухих звуків війни, шпиталь стає місцем, де народжуються нові життя, де у болісних обставинах може зародитися навіть кохання.

## Актори
- Гіляд – Ігор РУБАШКІН
- Юля – Лілія ЦВЄЛІКОВА
- Андрій – Костянтин ОКТЯБРСЬКИЙ
- Злата – Олександра ЕПШТЕЙН
- Сергій – Сергій КИЯШКО
- Джеремі – Олександр ПОПОВ
- Марк – Ілля ПОНОМАРЕНКО
- Назар – Григорій КВАРЦЯНИЙ
- Галя – Світлана ШТАНЬКО
- Шура — Тетяна ЮРΙΚΟΒΑ
- Йосип – Олександр ЯРЕМА